# Kwame Tabiri
Kwame Tabiri (Breda, 10 juni 2006) is een Nederlands-Ghanees voetballer die doorgaans speelt als middenvelder. Hij staat onder contract bij Feyenoord waar hij uitkomt in het Onder 21-elftal.

## Clubcarrière
Tabiri begon als jeugdspeler bij UVV’40 in Ulvenhout. Vandaar doorliep hij de jeugdopleidingen van NAC Breda en het Bredase VV Baronie. In 2023 werd hij overgenomen door FC Dordrecht, dat hem op 17 december 2024 zijn eerste profcontract aanbood. Hij maakte zijn debuut in het betaald voetbal op 13 september 2024, tegen FC Eindhoven (0-0). Hij kwam in de rust in de ploeg voor Daniël van Vianen.

### Statistieken
| Seizoen                    | Club           | Competitie     | Competitie | Competitie | Beker | Beker | Int. | Int. | Overig | Overig | Totaal | Totaal |
| Seizoen                    | Club           | Competitie     | Wed.       | Dlp.       | Wed.  | Dlp.  | Wed. | Dlp. | Wed.   | Dlp.   | Wed.   | Dlp.   |
| -------------------------- | -------------- | -------------- | ---------- | ---------- | ----- | ----- | ---- | ---- | ------ | ------ | ------ | ------ |
| 2024/25                    | FC Dordrecht   | Eerste divisie | 12         | 0          | 0     | 0     | –    | –    | 4      | 0      | 16     | 0      |
| Clubtotaal                 | Clubtotaal     | Clubtotaal     | 12         | 0          | 0     | 0     | 0    | 0    | 0      | 0      | 4      | 0      |
| Carrièretotaal             | Carrièretotaal | Carrièretotaal | 12         | 0          | 0     | 0     | 0    | 0    | 4      | 0      | 16     | 0      |
| Bijgewerkt op 27 juni 2025 |                |                |            |            |       |       |      |      |        |        |        |        |

## Interlandcarrière
Tabiri kan uitkomen voor zowel Nederland als Ghana. Hij debuteerde in maart 2025 voor Ghana –20.